# Santa Rosa (manzana)
Santa Rosa es el nombre de una variedad cultivar de manzano (Malus domestica). Esta manzana está cultivada  en diversos viveros entre ellos algunos dedicados a conservación de árboles frutales en peligro de desaparición. Esta manzana es originaria de la provincia de Soria, donde tuvo su mejor época de cultivo comercial anteriormente a la década de 1960, y actualmente en menor medida aún se encuentra.

## Sinónimos
- "Manzana Santa Rosa",[5][7]
- "Santa Rosa 142"[8]

## Historia
Gracias a la inversión de diversas empresas frutícolas catalanas en Castilla y León, se ha incrementado en gran medida la producción de manzanas selectas de mesa en esta comunidad autónoma. Según el "Anuario de Estadística Agraria de Castilla y León", desde el año 2000 al 2015 se ha duplicado la producción de manzanas de mesa de variedades selectas foráneas, pasando de las 18.634 toneladas registradas en el año 2000 hasta las 39.218 de 2015, último dato disponible. La provincia de Soria lidera la Comunidad, con casi el 45% del total, 17.000 toneladas. Le sigue León, con 12.200 toneladas y de lejos Zamora, con 4.750 toneladas, en cuarto lugar se sitúa Burgos, con 2.800 toneladas, y quinta Ávila, con 1.065 toneladas. A la cola, Segovia, Salamanca, y Valladolid, con 80, 75 y 47 toneladas, respectivamente.
'Santa Rosa' es una variedad autóctona de la provincia de Soria, que por la competencia de otras variedades selectas, ha sido desbancado su cultivo al no poder competir con estas variedades ni en aspecto ni en costes de producción. Hay cientos de árboles semiabandonados por falta de cuidado y por la escasa rentabilidad de la recolección, ya que los consumidores compran las manzanas selectas foráneas de las grandes superficies de venta.
'Santa Rosa' está considerada incluida en las variedades locales autóctonas muy antiguas, cuyo cultivo se centraba en comarcas muy definidas. Se caracterizaban por su buena adaptación a sus ecosistemas y podrían tener interés genético en virtud de su adaptación. Se encontraban diseminadas por todas las regiones fruteras españolas, aunque eran especialmente frecuentes en la España húmeda. Estas se podían clasificar en dos subgrupos: de mesa y de sidra (aunque algunas tenían aptitud mixta).
'Santa Rosa' es una variedad clasificada como de mesa, difundido su cultivo en el pasado por los viveros comerciales, aunque en la actualidad se ha reducido a huertos familiares y jardines privados.

## Características
El manzano de la variedad 'Santa Rosa' tiene un vigor fuerte; porte semierecto; tubo del cáliz pequeño, triangular, y con los estambres situados en la mitad.
La variedad de manzana 'Santa Rosa' tiene un fruto de buen tamaño pequeño; forma cónica, más globosa en su zona inferior, en su mayoría un lado más levantado que otro, y con contorno asimétrico; piel suavemente untuosa; con color de fondo amarillo verdoso, importancia del sobre color lavado, color del sobre color rosa, distribución del sobre color chapa/pinceladas, presenta chapa tenuemente coloreada en la zona de insolación con pinceladas rosadas, acusa punteado casi imperceptible, de tono gris con aureolado verdoso y aisladamente alguno ruginoso, y una sensibilidad al "russeting" (pardeamiento áspero superficial que presentan algunas variedades) débil; pedúnculo corto, de grosor variado, anchura de la cavidad peduncular variable, profundidad de la cavidad pedúncular de poca o marcada profundidad, bordes globosos e irregulares, y con importancia del "russeting" en cavidad peduncular débil; anchura de la cavidad calicina estrecha, profundidad de la cav. calicina poco profunda y en forma de pocillo, bordes lisos o pequeño ondulado, con un lado más levantado que otro quedando en tangente inclinada, y con importancia del "russeting" en cavidad calicina ausente; ojo pequeño y cerrado; sépalos cortos, erectos, con las puntas vueltas hacia fuera, verdosos y tomentosos.
Carne de color blanco, con fibras verdosas; textura crujiente semidura, levemente jugosa; sabor característico de la variedad, agradable; corazón centrado, con ausencia de las líneas que lo enmarcan; eje abierto; celdas semi-arriñonadas o alargadas y estrechas; semillas alargadas, algo rojizas o castaño claro.
La manzana 'Santa Rosa' tiene una época de maduración y recolección tardía, en otoño, es una variedad que madura entre finales de septiembre-principio de noviembre. Se usa como manzana de mesa fresca.